# Luyksgestel

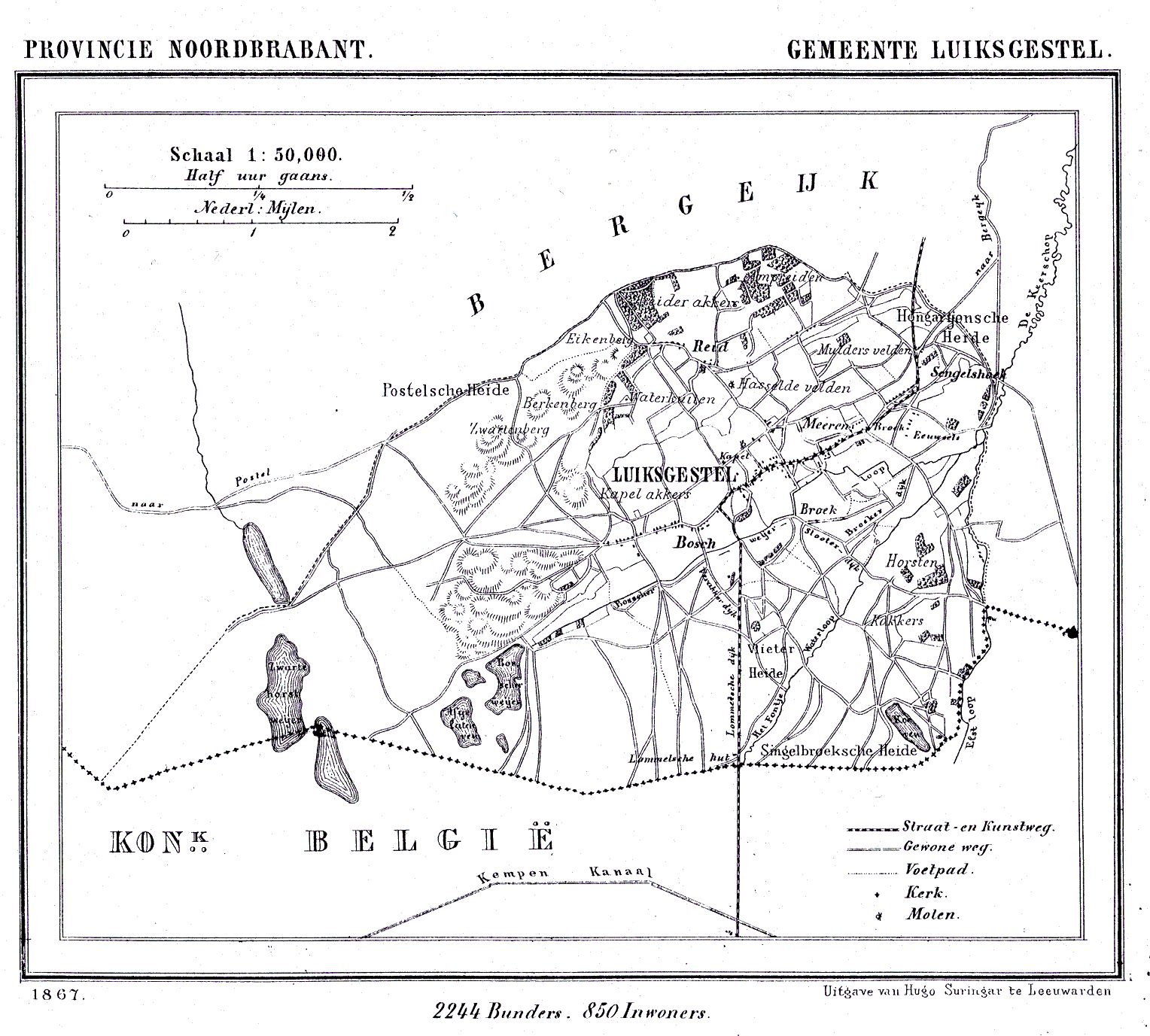
La commune de Luyksgestel en 1867.

Luyksgestel est un village néerlandais dans la commune de Bergeijk dans la province du Brabant-Septentrional.

## Géographie
Luyksgestel est situé à environ 15 kilomètres au sud-ouest d'Eindhoven, dans la partie sud-ouest de la commune de Bergeijk. Dans l'ouest et le sud, la limite du territoire du village forme la frontière entre les Pays-Bas et la Belgique. Le Groote Beerze ainsi qu'un des bras du Keersop ont leurs sources ici. À l'ouest de Luyksgestel, au lieu-dit des Zwarte Bergen (collines noires) est situé le point culminant du Brabant-Septentrional.

## Histoire et étymologie

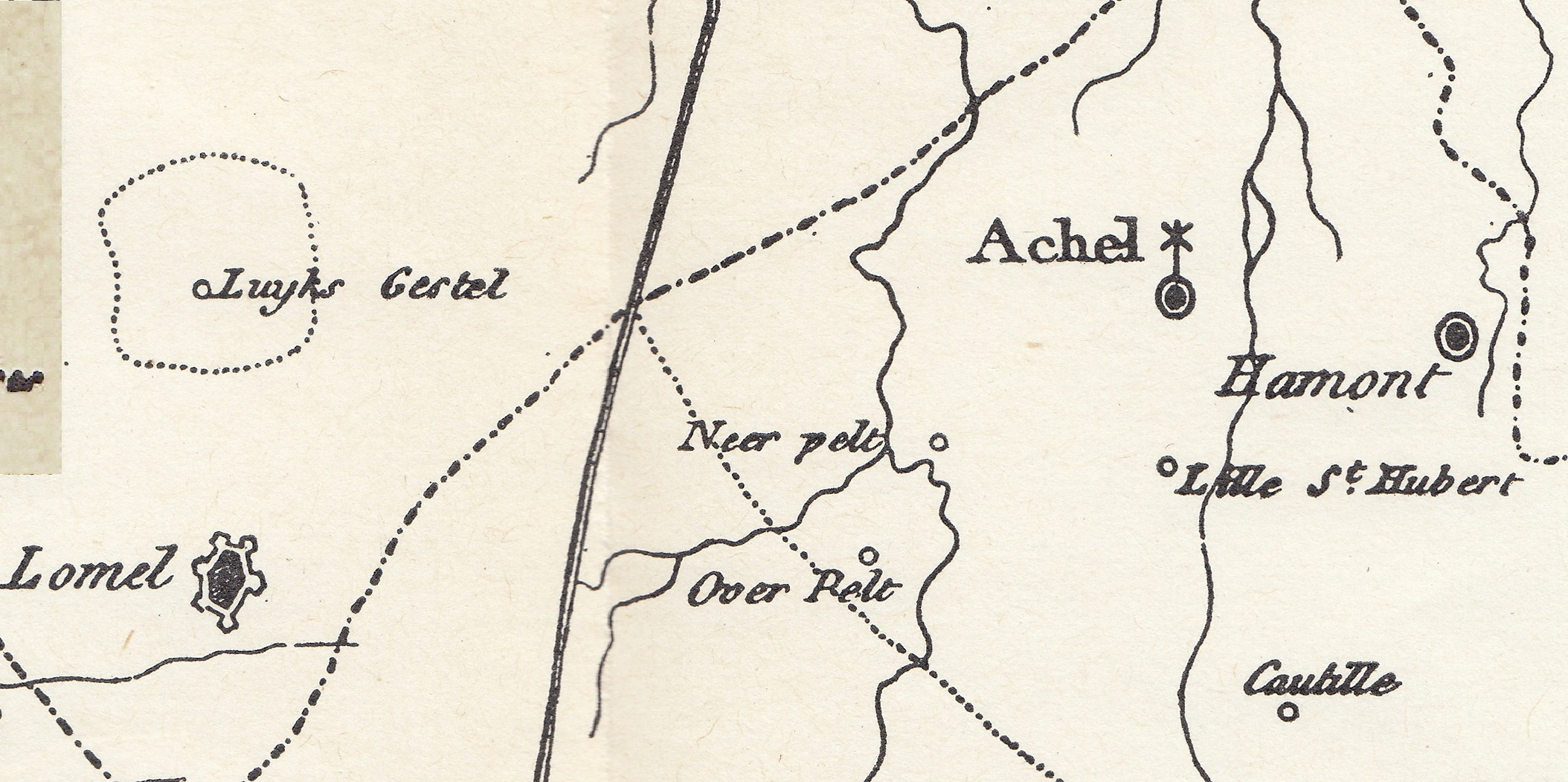
Détail d'une vieille carte française du département de la Meuse-Inférieure. Les limites départementales sont indiquées par des lignes pointillées-tirets ; les limites d'arrondissement par des lignes pointillées. Ici, une partie de l'arrondissement de Hasselt et de Roermond. Liège-Gestel était une enclave de la Meuse-Inférieure dans la République batave/Royaume de Hollande, mais appartenait à l'arrondissement de Roermond, canton d'Achel. En 1808, une partie de Liège-Gestel a été échangée contre Lommel.

Le préfixe Luyks- (liégeois) rappelle que ce village a longtemps appartenu à la Principauté de Liège. De 1815 à 1818, Luyksgestel était belge et faisait partie de l'arrondissement de Turnhout dans la province d'Anvers. En 1818, Luyksgestel fut échangé contre Lommel et devint néerlandais ; Lommel devint belge.
Longtemps, le village était exclusivement agricole. Cela se revoit dans le plan historique du bourg : plusieurs longues rues partent du centre, le long desquelles s'étendent les habitations. Derrière les habitations se trouvent champs et prés.
En 1840, la commune comptait 142 maisons et 810 habitants, dont 186 dans le bourg de Luyksgestel, 195 à Rijt, 241 à Sengelsbroek et 188 à Bosch.
Depuis le 1er janvier 1997, l'ancienne commune indépendante est rattachée à la commune de Bergeijk.